# Milly-sur-Thérain
Milly-sur-Thérain – miejscowość i gmina we Francji, w regionie Hauts-de-France, w departamencie Oise.
Według danych na rok 1990 gminę zamieszkiwało 1421 osób, a gęstość zaludnienia wynosiła 73 osoby/km² (wśród 2293 gmin Pikardii Milly-sur-Thérain plasuje się na 197. miejscu pod względem liczby ludności, natomiast pod względem powierzchni na miejscu 96.).